# Bột Nhi Chỉ Cân

Thành Cát Tư Hãn.

Bột Nhi Chỉ Cân thị hay Bột Nhi Chích Cân thị (tiếng Mông Cổ: ᠪᠣᠷᠵᠢᠭᠢᠨ, chữ Cyril: Боржигин, chữ Latinh: Borǰigin, Bordžigin, Borǰigit; giản thể: 孛儿只斤氏; phồn thể: 孛兒只斤氏; bính âm: Bó'érzhījīn-shì) là một thị tộc hùng mạnh đóng một vai trò quan trọng trong lịch sử Trung Quốc và Mông Cổ. Đời nhà Thanh phiên tên thị tộc thành Bác Nhĩ Tế Cát Đặc thị (tiếng Mãn: ᠪᠣᡵᠵᡳᡤᡳᡨ, Möllendorff: Borjigit, tiếng Trung: 博爾濟吉特氏; bính âm: Bó'ěrjìjítè-shì), một số trường hợp lại phiên âm thành Bác Nhĩ Tế Cẩm thị (博尔济锦氏) hay Bác Nhĩ Tế Kim thị (博尔济金氏).
Thủy tổ của thị tộc này là Butunchar (Bột-đoan-sát-nhi; 孛端察儿), từ đó hậu duệ của ông đều lấy Borǰigin ([Bột-nhi-chỉ-cân]) làm họ, trích từ tên của tằng tổ ông là Borjigidai Mergen (Bột-nhi-chỉ-cát-ngạt Miệt-nhi-cán; 孛兒只吉歹蔑兒).
Những nhân vật nổi tiếng trong lịch sử Trung Quốc như Thành Cát Tư Hãn, người đã lập nên Đế chế Mông Cổ, và Hiếu Trang Văn hoàng hậu, người có sức ảnh hưởng và đóng góp to lớn trong việc ổn định và xây dựng trong buổi ban đầu khi lập quốc của triều đại nhà Thanh, đều là người thuộc thị tộc này.
Hiện nay, Bột Nhi Chỉ Cân thị thường dùng các họ Hán như Vương (王), Dư (余), Bảo (宝), Bào (鲍), Bác (博), Vân (云), La (罗), Kim (金) hay Nguyệt (月).

## Nhân vật nổi tiếng
- Thành Cát Tư Hãn (1162-1227), người sáng lập và là Khã hãn đầu tiên Đế quốc Mông Cổ
- Oa Khoát Đài (1186-1241), con trai Thành Cát Tư Hãn và là Khã hãn thứ 2 của Đế quốc Mông Cổ
- Đà Lôi (1192-1232), con Thành Cát Tư Hãn, em trai của Oa Khoát Đài và là cha của Hốt Tất Liệt
- Hốt Tất Liệt (1215-1294), cháu nội Thành Cát Tư Hãn và là Hoàng đế sáng lập Nhà Nguyên.
- Tất cả các vua nhà Nguyên kế nhiệm Hốt Tất Liệt từ Nguyên Thành Tông (cháu nội Hốt Tất Liệt) đến Nguyên Huệ Tông (vua cuối cùng ở Trung Nguyên và là cháu 6 đời của Hốt Tất Liệt)

## Tư liệu tham khảo
- Nguyên sử
- Thanh sử cảo
- Thanh thực lục